# Лазанья, Кевин
Кевин Лазанья (итал. Kevin Lasagna; родился 10 августа 1992 года, Сан-Бенедетто-По, Италия) — итальянский футболист, нападающий клуба «Эллас Верона» и сборной Италии.

## Клубная карьера
Лазанья начал карьеру, выступая за клубы низших дивизионов «Джовернолезе», «Череа» и «Эсте». Летом 2014 года Кевин перешёл в «Карпи». 13 сентября в матче против «Кротоне» он дебютировал в Серии B. 15 ноября в поединке против «Читаделлы» Лазанья забил свой первый гол за «Карпи». По итогам дебютного сезона Лазанья помог клубу выйти в элиту. 23 августа 2015 года в матче против «Сампдории» он дебютировал в итальянской Серии A. По окончании сезона команда вновь вернулась в Серию B. В начале 2017 года Кевин перешёл в «Удинезе», но на правах аренды на полгода остался в «Карпи». По итогам сезона Лазанья стал лучшим бомбардиром клуба. 20 августа в матче против «Кьево» он дебютировал за «Удинезе». 17 сентября в поединке против «Милана» Кевин забил свой первый гол за «Удинезе».

## Международная карьера
14 октября 2018 года в мате Лиги наций против сборной Польши Лазанья дебютировал за сборную Италии, заменив Федерико Бернардески.